# منتخب الإمارات العربية المتحدة لكرة القدم للسيدات
منتخب الإمارات العربية المتحدة لكرة القدم للسيدات هو المنتخب النسائي الأول والذي يُمثل دولة الإمارات العربية المتحدة في بطولات كرة القدم النسائية الدولية، ويُدار بواسطة اتحاد الإمارات العربية المتحدة لكرة القدم (UAEFA).
أعلى تصنيف حققه في تصنيف فيفا العالمي للسيدات هو 73، وقد تحقق ذلك في مارس 2015 عند ظهوره الأول في التصنيف. فازوا ببطولتين متتاليتين في بطولة اتحاد غرب آسيا للسيدات، حيث توجوا باللقب في بطولة اتحاد غرب آسيا للسيدات 2010 وبطولة غرب آسيا لكرة القدم للسيدات 2011.

## النتائج والمباريات القادمة
هذه قائمة بنتائج المباريات خلال الاثني عشر شهرًا الماضية، بالإضافة إلى أي مباريات مستقبلية مُجدولة.

### 2024
| 8 فبراير 2024 مباراة ودية | الإمارات العربية المتحدة | 1–0           | العراق | Theyab Awana Stadium |
| 21:00 ت ع م+4             | كاى يوكور                | تقرير (UAEFA) |        |                      |

### 2024 (مباراة أخرى)
| 11 فبراير 2024 مباراة ودية | الإمارات العربية المتحدة             | 3–0           | العراق | Theyab Awana Stadium |
| --:-- ت ع م+4              | - سيرفين أيكا - دايتا مانيه - كاى يو | تقرير (UAEFA) |        |                      |

### 2025
| 26 فبراير 2025 مباراة ودية         | الإمارات العربية المتحدة                      | 3–1 | بنغلاديش           | دبي, الإمارات العربية المتحدة                     |
| 21:30 توقيت بنغلاديش (ت ع م+06:00) | - جورجيا جيبسون ??'، ??' - إليزابيث فورشو ??' |     | أفيدة خانداكر ‏ ??' | الملعب: اتحاد الإمارات العربية المتحدة لكرة القدم |

| 2 مارس 2025 مباراة ودية            | الإمارات العربية المتحدة                                | 3–1 | بنغلاديش           | دبي, الإمارات العربية المتحدة                             |
| 21:30 توقيت بنغلاديش (ت ع م+06:00) | - نوف العنزي ??' - ميا ليندبورغ ??' - جورجيا جيبسون ??' |     | أفيدة خانداكر ‏ ??' | الملعب: United Arab Emirates Football Association Stadium |

## الهيئة التدريبية

### الهيئة التدريبية الحالية
آخر تحديث 24 January 2024..
| المنصب     | الاسم    |
| ---------- | -------- |
| Head coach | فيرا باو |

### تاريخ المدربين
| الاسم           | الفترة       | المباريات | الانتصارات | التعادلات | الخسائر | نسبة الفوز | الملاحظات | مرجع  |
| --------------- | ------------ | --------- | ---------- | --------- | ------- | ---------- | --------- | ----- |
| كاميلة أورلاندو | 2021–2024    | 5(TBC)    | 1(TBC)     | 0(TBC)    | 4(TBC)  | 20%(TBC)   |           | [ 6 ] |
| فيرا باو        | 2025–present |           |            |           |         |            |           |       |

آخر تحديث 23 أكتوبر 2022., بعد المباراة ضد  سوريا.

## اللاعبات

### المنتخب الحالي
اختيرت اللاعبات التالية أسماؤهن للمنتخب للمباريات الودية ضد سوريا في 17، 19، و21 أغسطس 2022.
الظهور ‏ والأهداف صحيحة اعتباراً من 23 أكتوبر 2022 بعد المباراة ضد  سوريا.
| الرقم | المركز | اللاعب          | تاريخ الميلاد (العمر) | لعب | سجل | النادي                     |
| ----- | ------ | --------------- | --------------------- | --- | --- | -------------------------- |
| 1     | حارس   | رودة الثميري    | 1 يوليو 1992          | 1   | 0   | الإمارات العربية المتحدة   |
| 22    | حارس   | مهى البلوشي     | 17 مايو 2004          | 4   | 0   | نادي العين                 |
|       | حارس   | سلامة الظاهري   | 10 سبتمبر 1993        | 0   | 0   | الإمارات العربية المتحدة   |
|       |        |                 |                       |     |     |                            |
| 4     | دفاع   | ميثة كركبة      | 17 يناير 2003         | 3   | 0   | الإمارات العربية المتحدة   |
| 6     | دفاع   | غنيمة عبيد      | 22 أكتوبر 2003        | 13  | 0   | نادي إسكلستونا             |
| 9     | دفاع   | روان الحمادي    | 12 نوفمبر 2002        | 19  | 1   | نادي أبو ظبي الرياضي       |
| 10    | دفاع   | عوشة السويّدي    | 26 يناير 1996         | 1   | 0   | الإمارات العربية المتحدة   |
| 13    | دفاع   | سلمة المماري    | 4 سبتمبر 1996         | 1   | 0   | الإمارات العربية المتحدة   |
| 14    | دفاع   | نهال عبد العزيز | 18 أبريل 1978         | 11  | 0   | ولفهاوندز أبوظبي           |
| 15    | دفاع   | فاطمة جاسم      | 23 أبريل 2002         | 12  | 1   | نادي أبو ظبي الرياضي       |
| 17    | دفاع   | شيخة محمد       | 21 فبراير 2002        | 1   | 0   | الإمارات العربية المتحدة   |
| 23    | دفاع   | عائشة غياث      | 18 مايو 2005          | 12  | 1   | أكاديمية جو برو لكرة القدم |
|       |        |                 |                       |     |     |                            |
| 5     | وسط    | عالية حميد      | 31 أكتوبر 2003        | 5   | 0   | نادي إسكلستونا             |
| 8     | وسط    | نوال الحجيري    | 22 يوليو 1994         | 2   | 0   | الإمارات العربية المتحدة   |
| 13    | وسط    | أريج الحمادي    | 13 فبراير 1986        | 15  | 1   | أونيكس إف سي               |
| 18    | وسط    | شجاعون الشيحي   | 7 ديسمبر 2004         | 2   | 0   | الإمارات العربية المتحدة   |
| 19    | وسط    | منال الحمادي    | 8 سبتمبر 1992         | 1   | 0   | الإمارات العربية المتحدة   |
|       | وسط    | شيخة الكعبي     | 9 نوفمبر 1994         | 0   | 0   | الإمارات العربية المتحدة   |
|       | وسط    | سلامة السعيدي   | 12 يوليو 1997         | 0   | 0   | الإمارات العربية المتحدة   |
|       |        |                 |                       |     |     |                            |
| 11    | هجوم   | أسماء المنتصر   | 28 مارس 1988          | 7   | 1   | الإمارات العربية المتحدة   |
| 16    | هجوم   | سنديا غريب      | 30 ديسمبر 2003        | 3   | 0   | الإمارات العربية المتحدة   |
| 21    | هجوم   | مزنة المطروشي   | 27 أبريل 1992         | 1   | 0   | الإمارات العربية المتحدة   |
|       | هجوم   | موزة المانع     | 12 يوليو 1997         | 0   | 0   | الإمارات العربية المتحدة   |
|       | هجوم   | سارة الزهمي     | 11 يونيو 2002         | 0   | 0   | الإمارات العربية المتحدة   |

(تُرتب اللاعبات ضمن كل فئة حسب رقم القميص، الظهور، الأهداف، الأقدمية، ثم أبجدياً)

### الدعوات الأخيرة
اللاعبات التالي ذكرهن تم استدعاؤهن للمنتخب خلال الاثني عشر شهرًا الماضية.
| المركز | اسم اللاعب | تاريخ الميلاد (العمر) | لعب | سجل | النادي | الردود المتأخرة |
| ------ | ---------- | --------------------- | --- | --- | ------ | --------------- |
|        |            |                       |     |     |        |                 |
|        |            |                       |     |     |        |                 |
|        |            |                       |     |     |        |                 |

(تُرتب اللاعبات ضمن كل فئة حسب آخر دعوة، الظهور، الأهداف، الأقدمية، ثم أبجدياً)

## الإنجازات

### الإقليمية
- بطولة اتحاد غرب آسيا للسيدات

 الأبطال: بطولة اتحاد غرب آسيا للسيدات 2010، بطولة غرب آسيا لكرة القدم للسيدات 2011

## السجل حسب الخصم
المفتاح
تُظهر الجدول التالي السجل الدولي الرسمي الشامل للإمارات العربية المتحدة ضد كل خصم:
| الخصم     | Pld | W  | D | L  | GF | GA  | GD  | W%     | الاتحاد                     |
| --------- | --- | -- | - | -- | -- | --- | --- | ------ | --------------------------- |
| أذربيجان  | 3   | 0  | 0 | 3  | 4  | 9   | −5  | 00.00  | الاتحاد الأوروبي لكرة القدم |
| البحرين   | 4   | 2  | 2 | 0  | 10 | 2   | +8  | 50.00  | الاتحاد الآسيوي لكرة القدم  |
| جورجيا    | 6   | 0  | 1 | 5  | 3  | 17  | −14 | 00.00  | الاتحاد الأوروبي لكرة القدم |
| اليونان   | 1   | 0  | 0 | 1  | 0  | 7   | −7  | 00.00  | الاتحاد الأوروبي لكرة القدم |
| غوام      | 1   | 1  | 0 | 0  | 2  | 1   | +1  | 100.00 | الاتحاد الآسيوي لكرة القدم  |
| الهند     | 1   | 0  | 0 | 1  | 1  | 4   | −3  | 00.00  | الاتحاد الآسيوي لكرة القدم  |
| إيران     | 2   | 1  | 0 | 1  | 3  | 6   | −3  | 50.00  | الاتحاد الآسيوي لكرة القدم  |
| العراق    | 3   | 3  | 0 | 0  | 13 | 1   | +12 | 100.00 | الاتحاد الآسيوي لكرة القدم  |
| الأردن    | 3   | 1  | 0 | 2  | 2  | 10  | −8  | 33.33  | الاتحاد الآسيوي لكرة القدم  |
| الكويت    | 1   | 1  | 0 | 0  | 7  | 0   | +7  | 100.00 | الاتحاد الآسيوي لكرة القدم  |
| لاتفيا    | 1   | 0  | 0 | 1  | 0  | 2   | −2  | 00.00  | الاتحاد الأوروبي لكرة القدم |
| لبنان     | 3   | 2  | 0 | 1  | 8  | 2   | +6  | 66.67  | الاتحاد الآسيوي لكرة القدم  |
| لوكسمبورغ | 2   | 0  | 0 | 2  | 2  | 11  | −9  | 00.00  | الاتحاد الأوروبي لكرة القدم |
| مالطا     | 2   | 0  | 0 | 2  | 0  | 8   | −8  | 00.00  | الاتحاد الأوروبي لكرة القدم |
| المالديف  | 4   | 3  | 0 | 1  | 3  | 2   | +1  | 75.00  | الاتحاد الآسيوي لكرة القدم  |
| فلسطين    | 3   | 2  | 1 | 0  | 8  | 4   | +4  | 66.67  | الاتحاد الآسيوي لكرة القدم  |
| الفلبين   | 1   | 0  | 0 | 1  | 0  | 4   | −4  | 00.00  | الاتحاد الآسيوي لكرة القدم  |
| سلوفاكيا  | 2   | 0  | 0 | 2  | 0  | 15  | −15 | 00.00  | الاتحاد الأوروبي لكرة القدم |
| سنغافورة  | 2   | 1  | 1 | 0  | 4  | 0   | +4  | 50.00  | الاتحاد الآسيوي لكرة القدم  |
| سوريا     | 4   | 2  | 0 | 2  | 9  | 5   | +4  | 50.00  | الاتحاد الآسيوي لكرة القدم  |
| طاجيكستان | 1   | 1  | 0 | 0  | 1  | 0   | +1  | 100.00 | الاتحاد الآسيوي لكرة القدم  |
| تونس      | 1   | 0  | 0 | 1  | 0  | 4   | −4  | 00.00  | الاتحاد الإفريقي لكرة القدم |
| أوزبكستان | 2   | 0  | 0 | 2  | 1  | 13  | −12 | 00.00  | الاتحاد الآسيوي لكرة القدم  |
| الإجمالي  | 53  | 20 | 5 | 28 | 81 | 127 | -46 | 37.74  | —                           |

## السجل التنافسي

### كأس العالم للسيدات
| سجل كأس العالم للسيدات | سجل كأس العالم للسيدات | سجل كأس العالم للسيدات | سجل كأس العالم للسيدات | سجل كأس العالم للسيدات | سجل كأس العالم للسيدات | سجل كأس العالم للسيدات | سجل كأس العالم للسيدات | سجل كأس العالم للسيدات | سجل كأس العالم للسيدات |
| السنة                  | الجولة                 | المركز                 | لعب                    | فاز                    | تعادل*                 | خسر                    | الأهداف المسجلة        | الأهداف المستقبلة      | الفارق                 |
| ---------------------- | ---------------------- | ---------------------- | ---------------------- | ---------------------- | ---------------------- | ---------------------- | ---------------------- | ---------------------- | ---------------------- |
| 1991                   | لم يكن موجوداً          | لم يكن موجوداً          | لم يكن موجوداً          | لم يكن موجوداً          | لم يكن موجوداً          | لم يكن موجوداً          | لم يكن موجوداً          | لم يكن موجوداً          | لم يكن موجوداً          |
| 1995                   | لم يكن موجوداً          | لم يكن موجوداً          | لم يكن موجوداً          | لم يكن موجوداً          | لم يكن موجوداً          | لم يكن موجوداً          | لم يكن موجوداً          | لم يكن موجوداً          | لم يكن موجوداً          |
| 1999                   | لم يكن موجوداً          | لم يكن موجوداً          | لم يكن موجوداً          | لم يكن موجوداً          | لم يكن موجوداً          | لم يكن موجوداً          | لم يكن موجوداً          | لم يكن موجوداً          | لم يكن موجوداً          |
| 2003                   | لم يكن موجوداً          | لم يكن موجوداً          | لم يكن موجوداً          | لم يكن موجوداً          | لم يكن موجوداً          | لم يكن موجوداً          | لم يكن موجوداً          | لم يكن موجوداً          | لم يكن موجوداً          |
| 2007                   | لم يكن موجوداً          | لم يكن موجوداً          | لم يكن موجوداً          | لم يكن موجوداً          | لم يكن موجوداً          | لم يكن موجوداً          | لم يكن موجوداً          | لم يكن موجوداً          | لم يكن موجوداً          |
| 2011                   | لم يشارك               | لم يشارك               | لم يشارك               | لم يشارك               | لم يشارك               | لم يشارك               | لم يشارك               | لم يشارك               | لم يشارك               |
| 2015                   | لم يشارك               | لم يشارك               | لم يشارك               | لم يشارك               | لم يشارك               | لم يشارك               | لم يشارك               | لم يشارك               | لم يشارك               |
| 2019                   | لم يتأهل               | لم يتأهل               | لم يتأهل               | لم يتأهل               | لم يتأهل               | لم يتأهل               | لم يتأهل               | لم يتأهل               | لم يتأهل               |
| 2023                   | لم يتأهل               | لم يتأهل               | لم يتأهل               | لم يتأهل               | لم يتأهل               | لم يتأهل               | لم يتأهل               | لم يتأهل               | لم يتأهل               |
| 2027                   | سيُحدد لاحقاً            | سيُحدد لاحقاً            | سيُحدد لاحقاً            | سيُحدد لاحقاً            | سيُحدد لاحقاً            | سيُحدد لاحقاً            | سيُحدد لاحقاً            | سيُحدد لاحقاً            | سيُحدد لاحقاً            |
| الإجمالي               | 0/9                    | –                      | –                      | –                      | –                      | –                      | –                      | –                      | –                      |

*تشمل التعادلات مباريات خروج المغلوب التي حُسمت بركلات الجزاء الترجيحية.

### كأس آسيا للسيدات
| سجل كأس آسيا للسيدات | سجل كأس آسيا للسيدات | سجل كأس آسيا للسيدات | سجل كأس آسيا للسيدات | سجل كأس آسيا للسيدات | سجل كأس آسيا للسيدات | سجل كأس آسيا للسيدات | سجل كأس آسيا للسيدات | سجل كأس آسيا للسيدات | سجل كأس آسيا للسيدات |
| السنة                | الجولة               | المركز               | لعب                  | فاز                  | تعادل*               | خسر                  | الأهداف المسجلة      | الأهداف المستقبلة    | الفارق               |
| -------------------- | -------------------- | -------------------- | -------------------- | -------------------- | -------------------- | -------------------- | -------------------- | -------------------- | -------------------- |
| 1975                 | لم يكن موجوداً        | لم يكن موجوداً        | لم يكن موجوداً        | لم يكن موجوداً        | لم يكن موجوداً        | لم يكن موجوداً        | لم يكن موجوداً        | لم يكن موجوداً        | لم يكن موجوداً        |
| 1977                 | لم يكن موجوداً        | لم يكن موجوداً        | لم يكن موجوداً        | لم يكن موجوداً        | لم يكن موجوداً        | لم يكن موجوداً        | لم يكن موجوداً        | لم يكن موجوداً        | لم يكن موجوداً        |
| 1980                 | لم يكن موجوداً        | لم يكن موجوداً        | لم يكن موجوداً        | لم يكن موجوداً        | لم يكن موجوداً        | لم يكن موجوداً        | لم يكن موجوداً        | لم يكن موجوداً        | لم يكن موجوداً        |
| 1981                 | لم يكن موجوداً        | لم يكن موجوداً        | لم يكن موجوداً        | لم يكن موجوداً        | لم يكن موجوداً        | لم يكن موجوداً        | لم يكن موجوداً        | لم يكن موجوداً        | لم يكن موجوداً        |
| 1983                 | لم يكن موجوداً        | لم يكن موجوداً        | لم يكن موجوداً        | لم يكن موجوداً        | لم يكن موجوداً        | لم يكن موجوداً        | لم يكن موجوداً        | لم يكن موجوداً        | لم يكن موجوداً        |
| 1986                 | لم يكن موجوداً        | لم يكن موجوداً        | لم يكن موجوداً        | لم يكن موجوداً        | لم يكن موجوداً        | لم يكن موجوداً        | لم يكن موجوداً        | لم يكن موجوداً        | لم يكن موجوداً        |
| 1989                 | لم يكن موجوداً        | لم يكن موجوداً        | لم يكن موجوداً        | لم يكن موجوداً        | لم يكن موجوداً        | لم يكن موجوداً        | لم يكن موجوداً        | لم يكن موجوداً        | لم يكن موجوداً        |
| 1991                 | لم يكن موجوداً        | لم يكن موجوداً        | لم يكن موجوداً        | لم يكن موجوداً        | لم يكن موجوداً        | لم يكن موجوداً        | لم يكن موجوداً        | لم يكن موجوداً        | لم يكن موجوداً        |
| 1993                 | لم يكن موجوداً        | لم يكن موجوداً        | لم يكن موجوداً        | لم يكن موجوداً        | لم يكن موجوداً        | لم يكن موجوداً        | لم يكن موجوداً        | لم يكن موجوداً        | لم يكن موجوداً        |
| 1995                 | لم يكن موجوداً        | لم يكن موجوداً        | لم يكن موجوداً        | لم يكن موجوداً        | لم يكن موجوداً        | لم يكن موجوداً        | لم يكن موجوداً        | لم يكن موجوداً        | لم يكن موجوداً        |
| 1997                 | لم يكن موجوداً        | لم يكن موجوداً        | لم يكن موجوداً        | لم يكن موجوداً        | لم يكن موجوداً        | لم يكن موجوداً        | لم يكن موجوداً        | لم يكن موجوداً        | لم يكن موجوداً        |
| 1999                 | لم يكن موجوداً        | لم يكن موجوداً        | لم يكن موجوداً        | لم يكن موجوداً        | لم يكن موجوداً        | لم يكن موجوداً        | لم يكن موجوداً        | لم يكن موجوداً        | لم يكن موجوداً        |
| 2001                 | لم يكن موجوداً        | لم يكن موجوداً        | لم يكن موجوداً        | لم يكن موجوداً        | لم يكن موجوداً        | لم يكن موجوداً        | لم يكن موجوداً        | لم يكن موجوداً        | لم يكن موجوداً        |
| 2003                 | لم يكن موجوداً        | لم يكن موجوداً        | لم يكن موجوداً        | لم يكن موجوداً        | لم يكن موجوداً        | لم يكن موجوداً        | لم يكن موجوداً        | لم يكن موجوداً        | لم يكن موجوداً        |
| 2006                 | لم يكن موجوداً        | لم يكن موجوداً        | لم يكن موجوداً        | لم يكن موجوداً        | لم يكن موجوداً        | لم يكن موجوداً        | لم يكن موجوداً        | لم يكن موجوداً        | لم يكن موجوداً        |
| 2008                 | لم يكن موجوداً        | لم يكن موجوداً        | لم يكن موجوداً        | لم يكن موجوداً        | لم يكن موجوداً        | لم يكن موجوداً        | لم يكن موجوداً        | لم يكن موجوداً        | لم يكن موجوداً        |
| 2010                 | لم يكن موجوداً        | لم يكن موجوداً        | لم يكن موجوداً        | لم يكن موجوداً        | لم يكن موجوداً        | لم يكن موجوداً        | لم يكن موجوداً        | لم يكن موجوداً        | لم يكن موجوداً        |
| 2014                 | لم يشارك             | لم يشارك             | لم يشارك             | لم يشارك             | لم يشارك             | لم يشارك             | لم يشارك             | لم يشارك             | لم يشارك             |
| 2018                 | لم يتأهل             | لم يتأهل             | لم يتأهل             | لم يتأهل             | لم يتأهل             | لم يتأهل             | لم يتأهل             | لم يتأهل             | لم يتأهل             |
| 2022                 | لم يتأهل             | لم يتأهل             | لم يتأهل             | لم يتأهل             | لم يتأهل             | لم يتأهل             | لم يتأهل             | لم يتأهل             | لم يتأهل             |
| الإجمالي             | 0/20                 | –                    | –                    | –                    | –                    | –                    | –                    | –                    | –                    |

*تشمل التعادلات مباريات خروج المغلوب التي حُسمت بركلات الجزاء الترجيحية.

### دورة الألعاب الآسيوية
| سجل دورة الألعاب الآسيوية | سجل دورة الألعاب الآسيوية | سجل دورة الألعاب الآسيوية | سجل دورة الألعاب الآسيوية | سجل دورة الألعاب الآسيوية | سجل دورة الألعاب الآسيوية | سجل دورة الألعاب الآسيوية | سجل دورة الألعاب الآسيوية | سجل دورة الألعاب الآسيوية | سجل دورة الألعاب الآسيوية |
| السنة                     | الجولة                    | المركز                    | لعب                       | فاز                       | تعادل*                    | خسر                       | الأهداف المسجلة           | الأهداف المستقبلة         | الفارق                    |
| ------------------------- | ------------------------- | ------------------------- | ------------------------- | ------------------------- | ------------------------- | ------------------------- | ------------------------- | ------------------------- | ------------------------- |
| 1990                      | لم يكن موجوداً             | لم يكن موجوداً             | لم يكن موجوداً             | لم يكن موجوداً             | لم يكن موجوداً             | لم يكن موجوداً             | لم يكن موجوداً             | لم يكن موجوداً             | لم يكن موجوداً             |
| 1994                      | لم يكن موجوداً             | لم يكن موجوداً             | لم يكن موجوداً             | لم يكن موجوداً             | لم يكن موجوداً             | لم يكن موجوداً             | لم يكن موجوداً             | لم يكن موجوداً             | لم يكن موجوداً             |
| 1998                      | لم يكن موجوداً             | لم يكن موجوداً             | لم يكن موجوداً             | لم يكن موجوداً             | لم يكن موجوداً             | لم يكن موجوداً             | لم يكن موجوداً             | لم يكن موجوداً             | لم يكن موجوداً             |
| 2002                      | لم يكن موجوداً             | لم يكن موجوداً             | لم يكن موجوداً             | لم يكن موجوداً             | لم يكن موجوداً             | لم يكن موجوداً             | لم يكن موجوداً             | لم يكن موجوداً             | لم يكن موجوداً             |
| 2006                      | لم يكن موجوداً             | لم يكن موجوداً             | لم يكن موجوداً             | لم يكن موجوداً             | لم يكن موجوداً             | لم يكن موجوداً             | لم يكن موجوداً             | لم يكن موجوداً             | لم يكن موجوداً             |
| 2010                      | لم يشارك                  | لم يشارك                  | لم يشارك                  | لم يشارك                  | لم يشارك                  | لم يشارك                  | لم يشارك                  | لم يشارك                  | لم يشارك                  |
| 2014                      | لم يشارك                  | لم يشارك                  | لم يشارك                  | لم يشارك                  | لم يشارك                  | لم يشارك                  | لم يشارك                  | لم يشارك                  | لم يشارك                  |
| 2018                      | لم يشارك                  | لم يشارك                  | لم يشارك                  | لم يشارك                  | لم يشارك                  | لم يشارك                  | لم يشارك                  | لم يشارك                  | لم يشارك                  |
| 2022                      | سيُحدد لاحقاً               | سيُحدد لاحقاً               | سيُحدد لاحقاً               | سيُحدد لاحقاً               | سيُحدد لاحقاً               | سيُحدد لاحقاً               | سيُحدد لاحقاً               | سيُحدد لاحقاً               | سيُحدد لاحقاً               |
| 2026                      | سيُحدد لاحقاً               | سيُحدد لاحقاً               | سيُحدد لاحقاً               | سيُحدد لاحقاً               | سيُحدد لاحقاً               | سيُحدد لاحقاً               | سيُحدد لاحقاً               | سيُحدد لاحقاً               | سيُحدد لاحقاً               |
| 2030                      | سيُحدد لاحقاً               | سيُحدد لاحقاً               | سيُحدد لاحقاً               | سيُحدد لاحقاً               | سيُحدد لاحقاً               | سيُحدد لاحقاً               | سيُحدد لاحقاً               | سيُحدد لاحقاً               | سيُحدد لاحقاً               |
| 2034                      | سيُحدد لاحقاً               | سيُحدد لاحقاً               | سيُحدد لاحقاً               | سيُحدد لاحقاً               | سيُحدد لاحقاً               | سيُحدد لاحقاً               | سيُحدد لاحقاً               | سيُحدد لاحقاً               | سيُحدد لاحقاً               |
| الإجمالي                  | 0/10                      | –                         | –                         | –                         | –                         | –                         | –                         | –                         | –                         |

*تشمل التعادلات مباريات خروج المغلوب التي حُسمت بركلات الجزاء الترجيحية.

### بطولة اتحاد غرب آسيا للسيدات
| سجل بطولة اتحاد غرب آسيا للسيدات | سجل بطولة اتحاد غرب آسيا للسيدات | سجل بطولة اتحاد غرب آسيا للسيدات | سجل بطولة اتحاد غرب آسيا للسيدات | سجل بطولة اتحاد غرب آسيا للسيدات | سجل بطولة اتحاد غرب آسيا للسيدات | سجل بطولة اتحاد غرب آسيا للسيدات | سجل بطولة اتحاد غرب آسيا للسيدات | سجل بطولة اتحاد غرب آسيا للسيدات | سجل بطولة اتحاد غرب آسيا للسيدات |
| السنة                            | الجولة                           | المركز                           | لعب                              | فاز                              | تعادل*                           | خسر                              | الأهداف المسجلة                  | الأهداف المستقبلة                | الفارق                           |
| -------------------------------- | -------------------------------- | -------------------------------- | -------------------------------- | -------------------------------- | -------------------------------- | -------------------------------- | -------------------------------- | -------------------------------- | -------------------------------- |
| 2005                             | لم يكن موجوداً                    | لم يكن موجوداً                    | لم يكن موجوداً                    | لم يكن موجوداً                    | لم يكن موجوداً                    | لم يكن موجوداً                    | لم يكن موجوداً                    | لم يكن موجوداً                    | لم يكن موجوداً                    |
| 2007                             | لم يكن موجوداً                    | لم يكن موجوداً                    | لم يكن موجوداً                    | لم يكن موجوداً                    | لم يكن موجوداً                    | لم يكن موجوداً                    | لم يكن موجوداً                    | لم يكن موجوداً                    | لم يكن موجوداً                    |
| 2010                             | الأبطال                          | 1st                              | 4                                | 4                                | 0                                | 0                                | 16                               | 2                                | +14                              |
| 2011                             | الأبطال                          | 1st                              | 5                                | 3                                | 1                                | 1                                | 18                               | 6                                | +12                              |
| 2014                             | لم يشارك                         | لم يشارك                         | لم يشارك                         | لم يشارك                         | لم يشارك                         | لم يشارك                         | لم يشارك                         | لم يشارك                         | لم يشارك                         |
| 2019                             | المرحلة الرابعة                  | 4th                              | 4                                | 0                                | 2                                | 2                                | 2                                | 7                                | -5                               |
| 2022                             | انسحب                            | انسحب                            | انسحب                            | انسحب                            | انسحب                            | انسحب                            | انسحب                            | انسحب                            | انسحب                            |
| الإجمالي                         | الأبطال                          | 1st                              | 13                               | 7                                | 3                                | 3                                | 36                               | 15                               | +21                              |

*تشمل التعادلات مباريات خروج المغلوب التي حُسمت بركلات الجزاء الترجيحية.